# Drapeau du Maine
Le drapeau du Maine est le drapeau officiel de l'État américain du Maine, constitué d'un champ bleu chargé des armoiries de l'État.
En 2024, l'État a tenu un référendum pour que ses habitants déterminent s'il fallait revenir au précédent drapeau de 1901 ou conserver le drapeau actuel : les votants ont rejeté le projet de nouveau drapeau à 55,3 % des voix.

## Symbolique
Sur un champ bleu, les armoiries présentent un élan qui se repose sous un pin entre eau et forêt. L'écu est entouré d'un fermier qui s'appuie sur sa faux et d'un marin, le bras sur une ancre, représentant la dépendance de l'État pour l'agriculture et la mer.
L'étoile polaire qui surmonte le tout représente la devise latine du Maine : Dirigo (« Je dirige ») inscrite juste au-dessous.
Le blason ne comprend aucune couleur officielle, qui varie selon les fabricants. Le fond bleu cependant est imposé et doit être le même que celui du drapeau des États-Unis, le Old Glory Blue.
Selon la description officielle, le drapeau devra avoir une frange de soie jaune et une corde bleue et blanche quand il sera hissé au mât, ces embellissements sont très rarement observés.

## Historique
Le premier drapeau de l'État présentait sur un fond de couleur chamois, un pin vert, symbole de la Nouvelle-Angleterre, au centre et une étoile bleue à cinq branches dans le coin supérieur gauche.
Le drapeau actuel est adopté par la Législature du Maine le 23 février 1909.
En 2001, l'Association nord-américaine de vexillologie (NAVA) organise un sondage duquel il ressort que le drapeau actuel est l'un des plus mauvais dans sa conception. Parmi 72 drapeaux des États des États-Unis et des provinces et territoires du Canada, celui du Maine se classe en 60e position, et 13e dans les plus mauvais.

Drapeau du Maine de 1901 à 1909.
Version moderne du précédent drapeau, reprenant le pin du pavillon maritime.

## Rejet en 2024 du projet de nouveau drapeau
Estimant leur drapeau « trop compliqué », « militaire », ou « peu identifiable parmi les drapeaux de l'Union », les habitants du Maine ont demandé qu'il soit simplifié et un référendum sur le sujet organisé en 2024. Cependant, la législature du Maine a proposé début avril 2024 que le référendum soit repoussé à novembre 2026 et qu'une commission du drapeau soit créée pour aider la secrétaire d'État dans son choix. Ce report a été refusé par la gouverneure Janet Mills. Il s'agissait de restaurer la version de 1901 de la bannière, avec l'étoile bleue et le pin sur fond chamois. Deux versions graphiques ont été proposées : l'une, présentant un pin stylisé, l'autre, un pin plus réaliste, cette deuxième version ayant la préférence des historiens de l'état. Le 5 août 2024, la secrétaire générale Shenna Bellows annonce que sur les 400 propositions soumises, c'est le projet conçu par l'architecte Adam Lemire de Gardiner qui a été retenu. Le pin de son projet, d'un rendu photoréaliste, dont les racines sortent du tronc comme dans le drapeau de 1901, comporte 16 branches qui représentent les seize comtés du Maine. Son auteur dit s'être inspiré d'un pin blanc de l'Est qu'il contemple souvent lors de promenades avec son fils de trois ans au Viles arboretum d'Augusta. Ce projet, soumis au référendum du scrutin de novembre 2024 (question 5) a été rejeté par 55,3 % des électeurs.

Nouveau drapeau proposé par Adam Lemire

### Panel des conseillers à la secrétaire générale
Avaient aidé au choix : l'archiviste de l'État du Maine Kate McBrien, la secrétaire adjointe Lelia DeAndrade et la secrétaire adjointe Joann Bautista, de même que le sénateur Rick Bennett (comté d'Oxford), le sénateur Tim Nangle (comté de Cumberland), le représentant Caleb Ness (R-Fryeburg) ; la représentante Maureen Terry (D-Gorham) ainsi que l'historien de l'État du Maine Earle Shettleworth, l'honorable Gerald Talbot, ancien membre de la Chambre des représentants du Maine, le Dr Chandra Bhimull, professeur agrégée du Collège Colby et le journaliste à la retraite Bill Green.

## Pavillon maritime

Pavillon de la marine Marchande du Maine

Le Maine est le seul État avec le Massachusetts à avoir un pavillon maritime. Il représente un pin avec une ancre sur fond blanc auxquels sont ajoutés la devise de l'État du Maine « DIRIGO » en haut et le nom de l'État « MAINE » en bas.